# Isola del Sogno
Die Isola del Sogno (dt. „Trauminsel“) ist eine der fünf Inseln im norditalienischen Gardasee. Die kleine, unbewohnte Felseninsel liegt am Ostufer des Sees im Gemeindegebiet von Malcesine in der Provinz Verona und ist dem gleichnamigen „Val di Sogno“ vorgelagert. Sie ist von Bäumen bewachsen, unbewohnt und hat eine Länge von etwa 155 m, bei einer ungefähren max. Breite von 42 m. Da sie nur knapp 20 Meter vom Ufer entfernt ist, kann sie bei niedrigem Wasserstand zur Halbinsel werden, die dann „trockenen Fußes“ zu erreichen ist.
Neben Badegästen, Windsurfern und anderen Wassersportlern ist die Gegend um die Insel auch bei Tauchern beliebt, da hier seit 1987 ein 16 Meter langes Schiffswrack in ca. 40 Meter Tiefe Metern liegt. Die Stelle kann auf zwei Arten erreicht werden: vom Ufer aus einer Kette folgend, an der das Wrack festgemacht ist, oder vom Wasser aus, indem man entlang der Führungsleine an einer Boje in die Tiefe taucht. Ganz in der Nähe findet sich ein weiteres Wrack: Das ehemalige Kajütboot Roma (mit einer Länge von 9 Metern) liegt seit seinem Untergang im Jahr 1991 gut erhalten in 35 Metern Tiefe, ca. 50 Meter vom Ufer entfernt.